# دی‌اتیل‌پیروکربنات
دی‌اتیل‌پیروکربنات (به انگلیسی: Diethylpyrocarbonate) با فرمول شیمیایی C۶H۱۰O۵ یک ترکیب شیمیایی با شناسه پاب‌کم ۳۰۵۱ است. که جرم مولی آن ۱۶۲٫۱۴۱ g/mol می‌باشد و از آن برای غیرفعال کردن آنزیم‌های RNase استفاده می‌شود. برای استفاده از آن مقدار حجمی یک هزارم از آن را (یک میلی لیتر برای یک لیتر) در آب مقطر ریخته و به مدت حداقل دو ساعت در دمای ۳۷ درجه سانتیگراد مخلوط فوق را هم می زنند. سپس برای تکمیل فرایند آب تیمار شده با دی اتیل پیروکربنات را حداقل به مدت ۱۵ دقیقه اتوکلاو می‌کنند تا بقایای این مولکول از بین برود و آب تیمارشده با آن آماده استفاده گردد. هدف از این کار نابودی این مولکول است که درصورت وجود می‌تواند در آزمایش‌های بعدی تأثیرگذار باشد. مثلاً با تریس می‌تواند ایجاد مشکل در واکنشهایی بکند که در آن‌ها تریس استفاده می‌شود.